# NBA Live 98
NBA Live 98 is een computerspel dat werd ontwikkeld en uitgegeven door Electronic Arts. Het spel kwam in 1997 uit voor verschillende platforms. De speler kan met dit spel basketbal spelen. Het is het vervolg op NBA Live 97. Er kan gekozen worden tussen enkele wedstrijd, compleet seizoen of play offs.

## Platforms
| Jaar | Platform                                    |
| ---- | ------------------------------------------- |
| 1997 | PlayStation, SNES, Sega Mega Drive, Windows |
| 1998 | SEGA Saturn                                 |

## Muziek
Het spelmenu bevat vier tracks van Traz Damji:
- Track 1 - "Down To The Wire"
- Track 2 - "Fresh Trip"
- Track 3 - "Order In The Court"
- Track 4 - "Paint Dance"

## Ontvangst
| Beoordeeld door             | Platform    | Datum            | Score |
| --------------------------- | ----------- | ---------------- | ----- |
| Computer Gaming World (CGW) | Windows     | februari 1998    | 90%   |
| PC Gameplay (Benelux)       | Windows     | januari 1998     | 89%   |
| Absolute Playstation        | PlayStation | januari 1998     | 88%   |
| Joypad                      | SEGA Saturn | februari 1998    | 86%   |
| PC Jeux                     | Windows     | november 1997    | 85%   |
| Game Revolution             | PlayStation | 4 juni 2004      | 83%   |
| IGN                         | PlayStation | 13 november 1997 | 80%   |
| GameStar (Duitsland)        | Windows     | december 1997    | 76%   |
| All Game Guide              | SNES        | 1998             | 50%   |
| GameSpot                    | SEGA Saturn | 4 februari 1998  | 44%   |

## Trivia
- Voor de ontwikkeling van het spel zijn 350 gezichten gescand.
- Op de cover van het spel staat Tim Hardaway, die op dat moment voor Miami Heat speelde.